# Sciara dives
Sciara dives är en tvåvingeart som beskrevs av Oskar Augustus Johannsen 1912. Sciara dives ingår i släktet Sciara och familjen sorgmyggor.
Artens utbredningsområde är Kalifornien. Inga underarter finns listade i Catalogue of Life.